# Solo
Solo (indonésky Bengawan Solo, javánsky Bengawan Solo) je největší řeka na ostrově Jáva v provinciích Střední a Východní Jáva v Indonésii. Je přibližně 540 km dlouhá. Povodí má rozlohu 17 000 km².

## Průběh toku
Pramení na svazích sopek Lawu a Merali a teče převážně v široké, většinou bažinaté dolině. Na dolním toku vytváří mnoho meandrů. Ústí do Jávského moře.

## Vodní stav
Řeka má největší množství vody od října do května. V tomto období se ve velké míře rozlévá do okolí.

## Využití
Vodní doprava je možná do vzdálenosti 200 km. Na dolním toku je koryto řeky napřímeno a regulováno. Údolí řeky je hustě osídleno a obhospodařováno. Na řece leží města Surakarta, Čepu, Bodžonegoro. Na břehu u vesnice Ngandong byly v letech 1931 až 1933 nalezeny pozůstatky opolidí.